# Oliver Hoffmann
Oliver Hoffmann (Hanôver, 25 de fevereiro de 1977) é um engenheiro mecânico e gerente alemão.

## Carreira
Após se formar na Universidade Leibniz de Hanôver com mestrado em engenharia mecânica, ele começou sua carreira na divisão de desenvolvimento técnico da Volkswagen AG em 2004. De 2005 a 2011, Hoffmann ocupou vários cargos em unidades da Audi AG (que faz parte do grupo Volkswagen) na Alemanha e no exterior. Inicialmente, ele era responsável pela garantia de qualidade na subsidiária italiana da Audi, Automobili Lamborghini. Em 2006, ele se tornou responsável pelo desenvolvimento de motores a gasolina V da Audi em Neckarsulm. Em 2009, ele aceitou uma posição de gerência em garantia de qualidade na fábrica da Audi em Győr, Hungria, e posteriormente para o desenvolvimento de motores a gasolina V novamente na unidade de Neckarsulm. A partir de 2012, Hoffmann atuou como assistente do presidente do conselho de administração da Audi. Entre 2014 e 2017, ele chefiou o desenvolvimento de trem de força no local em Győr antes de assumir a responsabilidade pelo desenvolvimento de trem de força na Audi AG.
Hoffmann foi chefe de desenvolvimento técnico na Audi Sport GmbH de outubro de 2017 a junho de 2018, quando foi nomeado diretor executivo. Como chefe da Audi Sport, obteve sucesso para a fabricante no Deutsche Tourenwagen Masters (DTM) e na Fórmula E, a Audi também se tornou a primeira fabricante a vencer o Rali Dakar com um trem de força eletrificado. Em 2019, ele aceitou dois cargos de gestão adicionais: o de chefe de desenvolvimento técnico no local de Neckarsulm e novamente chefe de desenvolvimento de trem de força na Audi AG. Em julho de 2020, Hoffmann passou a chefiar as operações comerciais de desenvolvimento técnico da Audi como diretor de operações. De 1 de março de 2021 a 8 de março de 2024, Hoffmann foi membro do conselho de administração da Audi para a divisão de desenvolvimento técnico e contribuiu significativamente para aprimorar o DNA dos produtos da Audi.
Em 9 de março de 2024, Hoffmann se tornou o responsável geral pela implementação do projeto da Audi na Fórmula 1. Com ele se tornando presidente do conselho de administração da Sauber Motorsport (adquirida totalmente pela Audi em março de 2024), passando a trabalhar com Andreas Seidl, que foi anunciado como diretor executivo da equipe Audi F1 Team. Como representante chefe, Hoffmann era responsável por gerenciar todos os três pilares do seu compromisso com a Fórmula 1: investir na tradicional equipe de corrida suíça Sauber, desenvolver a unidade de potência para a Audi Formula Racing GmbH na unidade de Neuburgo e gerenciar e executar estrategicamente o compromisso da Audi AG.
Em 23 de julho de 2024, a Audi anunciou a saída de Hoffman, juntamente com Seidl, do seu projeto de Fórmula 1 e a contratação de Mattia Binotto como o responsável por todo o processo, bem como responsável pelo departamento técnico, com ele assumindo os cargos em 1 de agosto daquele ano.